# Vella fallax
Vella fallax is een insect uit de familie van de mierenleeuwen (Myrmeleontidae), die tot de orde netvleugeligen (Neuroptera) behoort. 
Vella fallax is voor het eerst wetenschappelijk beschreven door Rambur in 1842.